# ホセ・ディアス・ラモス
ホセ・ディアス・ラモス (スペイン語: José Díaz Ramos, 1895年5月3日 - 1942年3月19日) は、スペインの政治家。スペイン内戦期にスペイン共産党の書記長を務めたことで知られる。

## 生涯

### 入党に至る経緯
1895年5月にディアスはスペイン王国のセビリャで生まれた。11歳よりパン屋に就き、18歳にはセビリャのパン職人労働団体である"La Aurora"へ加盟したが、その後間もなくアナキズム団体の全国労働連盟(略称: CNT) にも併せて加わった。1917年と1920年に実施されたCNT指導の大規模ストライキに際してディアスは指導格に立ち参加したが、ストライキ自体は失敗に終わっている。1923年にミゲル・プリモ・デ・リベラの独裁体制が樹立した後も彼は秘密裏に活動を継続したが、1925年にマドリードで逮捕された。しばらく経過して釈放された後、1927年にセビリャで活動していた大勢のアナキストと共にスペイン共産党へと入党した。彼は旧来の労働団体に対して幻滅を抱いていた過激な労働者たちを惹きつけ、同時期にスペインで活動を続けていた社会主義系組織であった労働者総連合や全国労働連盟との抗争において、スペイン共産党の有利を維持する一助となった。

### スペイン共産党員期
1932年、スペイン共産党は大幅な進路転換を実施。コミンテルンの掲げる「労働者農民政府」方針を放棄して「共和国の保持」を新たに掲げた。ディアスを含めた5人が前スペイン共産党書記長のホセ・ブジェホスに代わって党の指導者になり、1932年3月にセビリャで開かれたスペイン共産党会議で彼はスペイン共産党中央委員会のメンバーとなった。同年9月にはスペイン共産党政治局にも加わり、それから間もなく書記長に就任した。1935年に彼とドロレス・イバルリはコミンテルン第7回大会にスペイン共産党代表として参加、ゲオルギ・ディミトロフの提唱する反ファシズム統一戦線論を現地で聴いた。
スペイン人民戦線内閣へのスペイン共産党の参画とスペイン内戦の開幕に際して、ディアスはスペイン第二共和国の行政府に籍を置くことはせず、スペイン共産党の党内政治に従事した。彼の焦点はフランシスコ・フランコ率いる反乱軍と対峙する共和国軍の軍事的勝利に如何にして貢献するかにあった。また現バスク州で活動していたフアン・アスティガラビアと、彼の率いたバスク共産党 (スペイン共産党の地域支部の一つ) に対する痛烈な批判も残されている。これはアスティガラビアがバスク・ナショナリズムに対して融和的であったことが原因であるとみられている。

### ソヴィエト連邦滞在期
ディアスは胃がんを発症し体調が悪化したため、1939年にスペインを離脱してソヴィエト連邦へと移動、レニングラードに滞在して現地から指導を続けた。スペイン内戦の終結と第二次世界大戦の開戦後はモスクワに残り、コミンテルン書記局でスペイン・南アメリカ・英領インド担当官として勤務した。また彼はソ連滞在中に自己批判を含んだ随筆を著している。これは大粛清とスターリン個人崇拝のイデオロギー上の必要性から書かれたものであった。
1941年6月に独ソ戦が始まると、ディアスはプーシキンへの移住を余儀なくされた。同年秋にはグルジア・ソヴィエト社会主義共和国のトビリシへと移り住んだが、病状は悪化の一途を辿っていた。彼の死に関する事情はこれまで議論が繰り広げられていたが、専らスターリンの命令により殺害されたとする説が広く信じられていた。とりわけ、1939年にディアスがスペイン共産党へ共和国政府の全権限を付与するよう求めたことは、スターリンの理論と明らかに対立したものであったためであった。
ディアスにまつわるソ連国家保安委員会の文書は、ソヴィエト連邦の崩壊によって機密情報から除外された。公開された文書にはディアスの死をスターリンと関連付けさせるものはなかった。スペイン共産党書記長の座はディアスに代わってドロレス・イバルリが就いた。
2005年にディアスの遺体はセビリャへと改葬され、スペイン共産党により式典が開かれた。